# Пан-ди-Асукар (гора)
Пан-ди-Асу́кар (порт. Pão de Açúcar — гора Сахарная Голова) — гора в Рио-де-Жанейро, Бразилия. Высота — 396 м.
Вершина, возвышающаяся над заливом Гуанабара в восточной части Рио, является одной из основных достопримечательностей города. Из-за своей необычной формы, которую бразильцы сравнивают с куском сахара, она получила название Пан-ди-Асукар («сахарная голова»). По другой версии название идёт от фразы «paunh-acuqua», что на языке туземцев племени Тупи переводится как «высокий холм» или «страж залива». Происхождение формы горы связано с выветриванием интрузивных магматических пород, оказавшихся на земной поверхности. Растительность на склонах практически отсутствует.
В 1565 году у подножия Пан-ди-Асукар было основано поселение португальцев, ставшее впоследствии городом Рио-де-Жанейро. Первое официально засвидетельствованное восхождение на вершину совершила английская детская медсестра Генриэтта Карстейрс, в 1817 году водрузившая на верхушке горы британский флаг. В 1903 году правительство приняло специальный декрет, согласно которому к Пан-ди-Асукар надлежало построить канатную дорогу, которую открыли в 1912 году. В настоящее время подъём по ней включает в себя три остановки в пути: Прайа-Вермелья («красный пляж»), гора Урка и конечный пункт — вершина Пан-ди-Асукар.
На горе Урка, рядом с Пан-ди-Асукар в 1970-е годы был открыт амфитеатр — концертно-развлекательный комплекс Конша Верде, где проходят музыкальные и танцевальные шоу.
В логотипе XXVIII Всемирного дня молодёжи использован символ Пан-ди-Асукар.

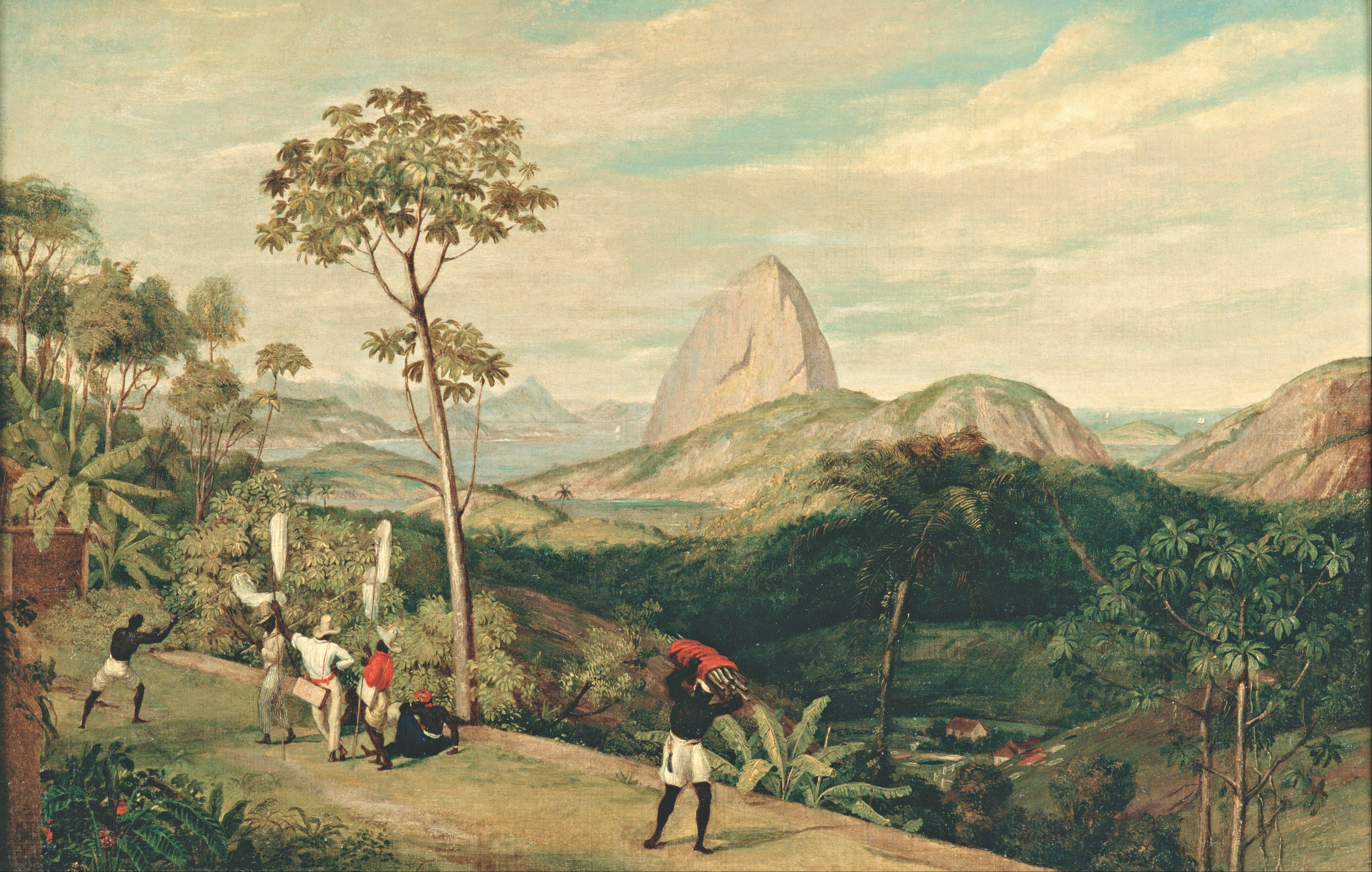
Вид на гору Сахарная Голова с дороги Св. Себастьяна. Худ. Чарльз Ландсир (1827)